# Philoponella tingens
Philoponella tingens är en spindelart som först beskrevs av Chamberlin och Ivie 1936.  Philoponella tingens ingår i släktet Philoponella och familjen krusnätsspindlar. Inga underarter finns listade i Catalogue of Life.